# Aznakaevsky (huyện)
Huyện Aznakaevsky (tiếng Nga: ? райо́н) là một huyện hành chính tự quản (raion), của Tatarstan, Nga. Huyện có diện tích 2116 kilômét vuông. Trung tâm của huyện đóng ở Aznakkaevo.